# Pelican Hole
Das Pelican Hole ist ein See im Nordosten des australischen Bundesstaates Western Australia. 
Der See liegt im Verlauf des Wilson River.